# ادموند شارل-رو
ادموند شارل-رو (انگلیسی: Edmonde Charles-Roux; ۱۷ آوریل ۱۹۲۰ – ۲۰ ژانویهٔ ۲۰۱۶) یک نویسنده، روزنامه‌نگار و فیلم‌نامه‌نویس اهل فرانسه بود. او به عنوان یک پرستار، در جنگ جهانی دوم شرکت داشته و بابت خدماتش، نشان شوالیه دریافت کرده‌است.
وی عضو مقاومت فرانسه بود و برندهٔ جوایزی همچون لژیون دونور (۱۹۴۵ و ۲۰۱۰) و جایزه گنکور (۱۹۶۶) شده‌است. او در ۱۹۸۳ عضو فرهنگستان گنکور شد و در سال ۲۰۰۲ رئیس آن شد. از آثار او می‌توان به شانل و دنیایش (۱۹۷۴) اشاره کرد که از روی آن، فیلم کوکو قبل از شانل (۲۰۰۹) ساخته شده‌است.